# Norriån
Norriån är en tidigare småort i Bodens kommun belägen i Råneå socken vid Livasälven omgiven av tre stora sjöar, Stor-Lappträsket, Mörtträsket och Grundträsket samt de mindre sjöarna Lappen, Vintervägstjärnen, Nedre Tjuven och Håkanstjärnen. Genom byn rinner Mörtträskbäcken där en skvaltkvarn sedan slutet av 1800-talet finns bevarad. 
Fram till 1995 var Norriån av SCB klassad som småort, men befolkningen har sedan dess minskat till under 50 personer och är inte längre någon småort.

## Historia
De första nybyggarna anlände redan på 1700-talet och bosatte sig vid stranden av Grundträsket där de levde livnärde sig på renskötsel och fiske.
För 50 år sedan fanns det ett flertal affärer längs med Livasälven, från Norriån upp till Flakaberg. Det var livskraftiga samhällen med god befolkningstillväxt. Näringar såsom skogsbruk, renskötsel och flottning, försörjde flertalet av de bosatta. I Norriån fanns även en skola (som nu är ombyggt till sågverk).
Malmens väg, på vilken malmen från gruvan i Gällivare fraktades till Avafors med häst och renforor, går förbi Norriån på andra sidan Livasälven.